# Michel Love
Pour les articles homonymes, voir D'Amours et Love.
 (octobre 2018).
Il peut être nécessaire de l'améliorer pour respecter le principe de neutralité de point de vue. Veuillez consulter la page de discussion pour plus de détails.

 (octobre 2018).
Si vous disposez d'ouvrages ou d'articles de référence ou si vous connaissez des sites web de qualité traitant du thème abordé ici, merci de compléter l'article en donnant les références utiles à sa vérifiabilité et en les liant à la section « Notes et références ».
 (octobre 2018).
Michel Love, de son véritable nom Michel D'Amours, né le 18 juillet 1963 à Jonquière (Québec), est un scénariste et dessinateur québécois de bande dessinée.

## Biographie
Michel D’Amours est dessinateur, caricaturiste et chroniqueur du Seigneur Rit, journal de son école secondaire La Seigneurie à Beauport. Sa carrière débute véritablement avec sa collaboration au journal Le Soleil, dans les cahiers du supplément pour la jeunesse Crayons de Soleil,  qui paraissent tous les vendredis. Durant trois ans, de 1979 à 1982, il produit en moyenne deux pages de bandes dessinées par semaine sous forme de parodies de films, de parodies de superhéros, de caricatures et un peu plus tard, de la mise en scène de ses propres personnages humoristiques : Pyroman, Beeshop et Les Super-zéros, , . Par la suite, huit albums sont publiés par la petite maison d’édition de l’artiste (les Éditions D’Amours).

### 1980-1990
Il publie, à l’occasion ou d’une façon régulière, dans des fanzines tels que Galaxie, Enfin Bref, , , ,  Temps Tôt, Bédézine, etc.
Complétant son secondaire, il poursuit ses études à l’école des métiers du Pavillon technique à Québec et obtient son diplôme en dessin publicitaire, tout en apprenant d’autres facettes connexes comme l’impression sur presse, l’infographie, photo et photomontage. Il donne des cours de bandes dessinées (pendant cinq ans 1984-89) avec l’Association du Pain de Sucre à Beauport.
Vers 1987, il est sollicité avec d'autres artistes par le futur éditeur du magazine Safarir. Celui-ci cherche à conquérir le marché québécois alors dominé par le magazine Croc de Montréal. Il participe aux premiers numéros et entreprend rapidement de poursuivre l'aventure de son côté avec son propre magazine. Il est présent en tant qu'éditeur au tout premier Festival de la bande dessinée francophone de Québec en avril 1988.
En 1990, le magazine Gaga Comix voit le jour et une dizaine d’amis illustrateurs se joignent aux balbutiements de cette nouvelle saga. Mais la concurrence est plus que féroce et le marché québécois semble maintenant trop petit pour soutenir trois magazines d’envergure (Croc, Safarir, Gaga Comix). Aux alentours de Noël, après six numéros, la revue arrête sa publication.

### 1990-1995
Love ouvre son entreprise de graphisme du nom de Création Orage (printemps 1992) et reprend parallèlement sa carrière de créateur de bande dessinée avec des publications dans le journal Beauport Express, la création de personnages, la conception de t-shirts, avec des contrats avec l’assurance automobile du Québec, la publication dans plusieurs magazines tels que Les Débrouillards, Vidéo-Presse, Revue Occasions d’affaires, les éditions Septembre, un album-jeu aux éditions Héritage, Tennis-Mag, Délire, etc.
Il met également au point, vers 1993, en collaboration avec l’Association du Sport Étudiant et Gilles Lépine, la création des personnages de Gym et Myg. Ils sont publiés chaque année pour les 300 000 jeunes des écoles du Québec. Dans la même veine et beaucoup plus tard, vient la création de mascottes à l’Association du Volley-Ball Canada et un album technique (Mini-Volley, guide de l’instructeur, 2005) ainsi qu’en 2009, pour l’Association de Tennis Canada.

### 1995-2010
En 1995, Love démarre une nouvelle carrière de storyboardiste sur la série The Dog's World. Un premier contrat est signé pour deux ans, 26 épisodes et plus de 5 000 frames d’illustrations. Michel Love collabore par la suite à de nombreuses publicités pour la télévision, des films et des séries, des créations publicitaires et des concepts artistiques.
Depuis 1997, sa production continue sous l’enseigne de Vizionart Production.

## Œuvres, albums et magazines
Éditions D'Amours (huit albums)
- 1985 : Les super-zéros no 1[2], [13], [3], [5]  (ISBN 2-9800692-0-5)
- 1986 : Les super-zéros no 2 L'étrange étranger[14], [3].
- 1987 : Les super-zéros no 3 Trilogique[3].
- 1987 : Pyroman no 1[15],[3].  (ISBN 2-9800692-5-6)
- 1987 : Pyroman no 2 N'y voit que du feu![15],[3]  (ISBN 2-9800692-6-4)
- 1987 : Rocko l’dur. Le motard à la gâchette du rire. Référence publicité dans le journal Le Soleil, 23 avril 1987.
- 1987 : Roublard, noir sur blanc. (auteur Jean-François Guay, deux scénarios de Love)  (ISBN 2-9800692-2-1)
- 1987 : Les Beausoleil. (auteur Mario Malouin)

Éditions BD Comix  (un album, six magazines)
- 1988 : Contact Fox (édition limitée chez BD Comix).
- 1990 : Création du magazine Gaga Comix[11] no1-2-3-4-5-6.  (ISSN 1180-1182) référence pub. Journal Le Soleil, 9 mai 1990. Journal Le Réveil au Saguenay, 29 mai 1990.

Éditions Vaillance
- 2007 : Point de contact, nouvelle version de Contact Fox,  (ISBN 978-2-923603-00-1)

Éditions Rofact (neuf albums à colorier)
- 1990 : Album-jeu à colorier Mes amis les pompiers. Fondation des pompiers du Québec pour les grands brûlés (40 000 exemplaires)
- 1998 : Album à colorier jumbo 200 pages Jumbo Color (éditions Rofact+Éditions G. Cottreau).
- 1999 : Cendrillon, Le chat botté, Les trois petits cochons, Chaperon Rouge, Les meilleurs Contes de Fées, etc. Code 615142520325

Éditions Héritage (un album)
- 1993 : Album-jeux. Réédition des pages de jeux parus dans le magazine Les Débrouillards pendant deux ans. (10 000 exemplaires.

Éditions Lumineuses (six mini-magazines)
- 1997 : Rions des hommes, Rions des femmes, Rions au bureau. Livres de blagues pour adultes. Code 065385939475

Éditions Septembre (quatre albums cartonnés, deux fascicules brochés) 
- 1994 : Alimentation, La vie familiale, L'habillement, Le logement. Collection économie familiale-manuel de l'élève.  (ISBN 2-921481-45-6)

ASSTSAS (Association pour la Santé et la Sécurité au Travail), secteur affaires sociales. (mini-album)
- 1997 : La prévention en entretien sanitaire c'est clair et net.  (ISBN 2-922036-14-6)

Fédération Québécoise de Tennis (Guide d'intervention du primaire)
- 1987 : De la manipulation d'une balle avec raquette...au jeu de Tennis.  (ISBN 2-9800742-3-3)

SAAQ (Société de l'Assurance Automobile du Québec)
- 1994 : La lettre de sécurité routière.  (ISSN 0838-2816)

### Parutions fanzines, journaux, magazines
Fanzines
- Enfin Bref[6], [7], [8], [9]. vol 1 no5 (Pyroman)
- Bédézine[10] no8. (Les super-zéros)
- 1982-Galaxie. (Danger, voici Zakora, etc. 1 an de production)
- SFFQ (Petite histoire des clubs de super-héros au Québec) Lacroix éditeur
- Temps Tôt. (Beeshop. Pyroman, Zoom, etc. Plusieurs no).  (ISSN 0843-6916)

Journaux
- 1979-82- Journal Le Soleil. Crayon de soleil (Parodies de films, caricatures, parodies super-héros, etc.)
- 1990-Journal Beauport Express. (Pyroman, Beeshop, Zoom, Sécurin le panda. 1 an)

Parutions Magazines
- 1987-Magazine Safarir[11] (Bd). (Première année de publication + retour pendant 2 ans aux environs de 2003-2005).
- 1986-Magazine Tennis-Mag. (Bd, Beeshop, etc. 1 an).
- 1986-Magazine Bambou. (Bd Extase)
- 1992-Dossier Ugil. Union des gradués inscrits à Laval inc. (Caricatures page couverture)
- 1993-Les Débrouillards (Pages jeux, 2 ans) + retour en 2004 (1 an).
- 1994-Vidéo-Presse (Petits Bonooms, 4 no). Éditions Paulines
- 1994-Revues Occasions d'affaires (Wilfrid, 1 an). Productions Contact
- 1998-Magazine Délire. (Jeux, bd, etc. environ 1 an)
- 1999-Mon Jardin et potager. (illustrations, no1). Domaine communication Inc.

## Expositions

### Collectives
- 1985 : Et Vlan ! On s'expose... Quinze ans de bande dessinée dans la région de Québec — 1971/1985[16],[17], Galerie d'art La Passerelle, Sainte-Foy, Premier Salon international de la bande dessinée de Montréal, Montréal et Congrès de science-fiction et fantastique Boréal VII, Québec ;